# LAB 항공
LAB 항공(스페인어: Lloyd Aéreo Boliviano, 요이드 아에레오 볼리비아노)은 1925년에 설립해 2008년에 도산한 볼리비아의 항공사로 허브 공항은 비루비루 국제공항, 호르헤뉴 위르스테르만 국제공항이 있다.

## 역사
1925년 9월에 설립 했으며 융커스 F-13은 항공사 최초로 보유한 항공기로 1928년 노선 확장을 위해 새롭게 3대의 여객기를 구입했으며 같은 해 파일럿과 정비사의 양성 학교를 설립했다(스페인어: la Escuela de Pilotos y Mecnicos de Aviacin del LAB)를 설립한.이 학교에서 호르헤뉴 위르스테르만이 졸업해 그는 볼리비아인 최초로 민간인 파일럿이 되었다. 1930년 최초로 국제선 노선을 개설했으며 1932년에 볼리비아와 파라과이의 사이에 일어난 전쟁에서 볼리비아군에 항공기와 인원의 제공을 실시했다. 1941년 볼리비아 정부에 의해 국영 항공사가 되었다. 1957년 록히드 L-188 일렉트라를 도입했다. 1968년에 보잉 727의 도입과 FH-227의 도입을 위한 융자도 정해진다. 1970년대에 보잉 727의 취항으로 미국과 남아메리카 각지에 국제선 노선이 취항되면서 전성기를 맞이했다. 1994년에 경영 악화로 인해 볼리비아 정부는 민영화의 모색을 시작한다. 1995년 브라질의 VASP 항공이 주식 51%를 구입하는 것으로 자본 제휴를 맺는다. 기체에 VASP 항공과 같은 도장으로 업무의 일체화를 진행시킨다. 하지만 VASP 항공도 무리한 업무 확대 노선으로 경영이 악화된데 이어 2001년 9·11 테러로 인해 이용객 감소로 의해 VASP 항공은 LAB 항공의 주식을 볼리비아의 투자가에게 매각해 사실상 계열사에서 분리되었다. 2007년 3월 30일에 모든 운항이 정지했다. 이후 아에로수르의 지원으로 전세편의 운항을 했으나 2010년에 항공 면허가 취소되면서 사실상 소멸되고 말았다.

## 사진

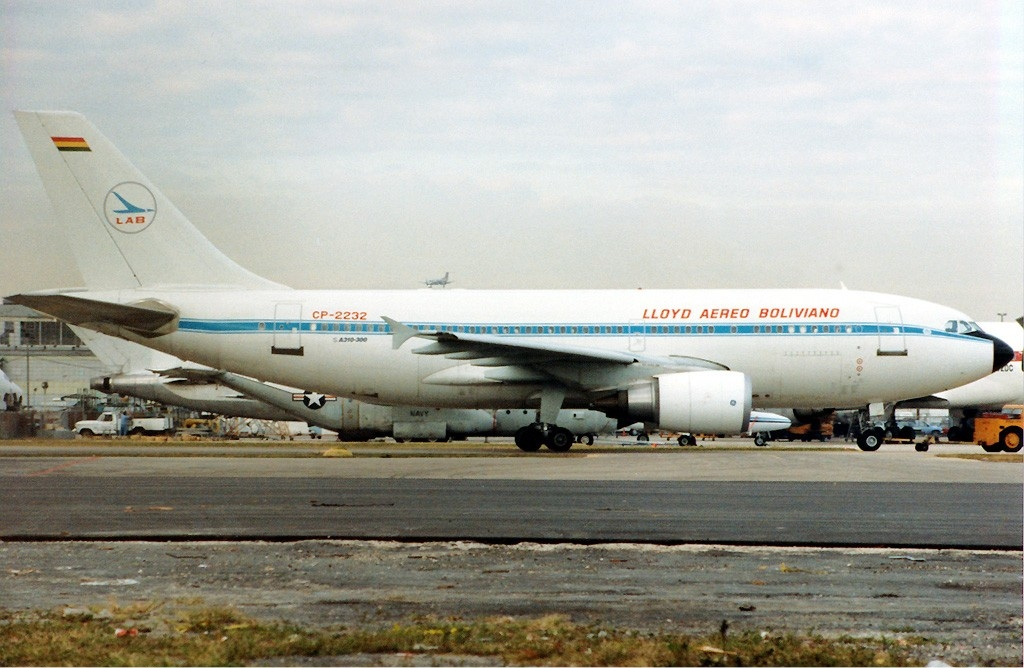
LAB 항공의 에어버스 A310-300
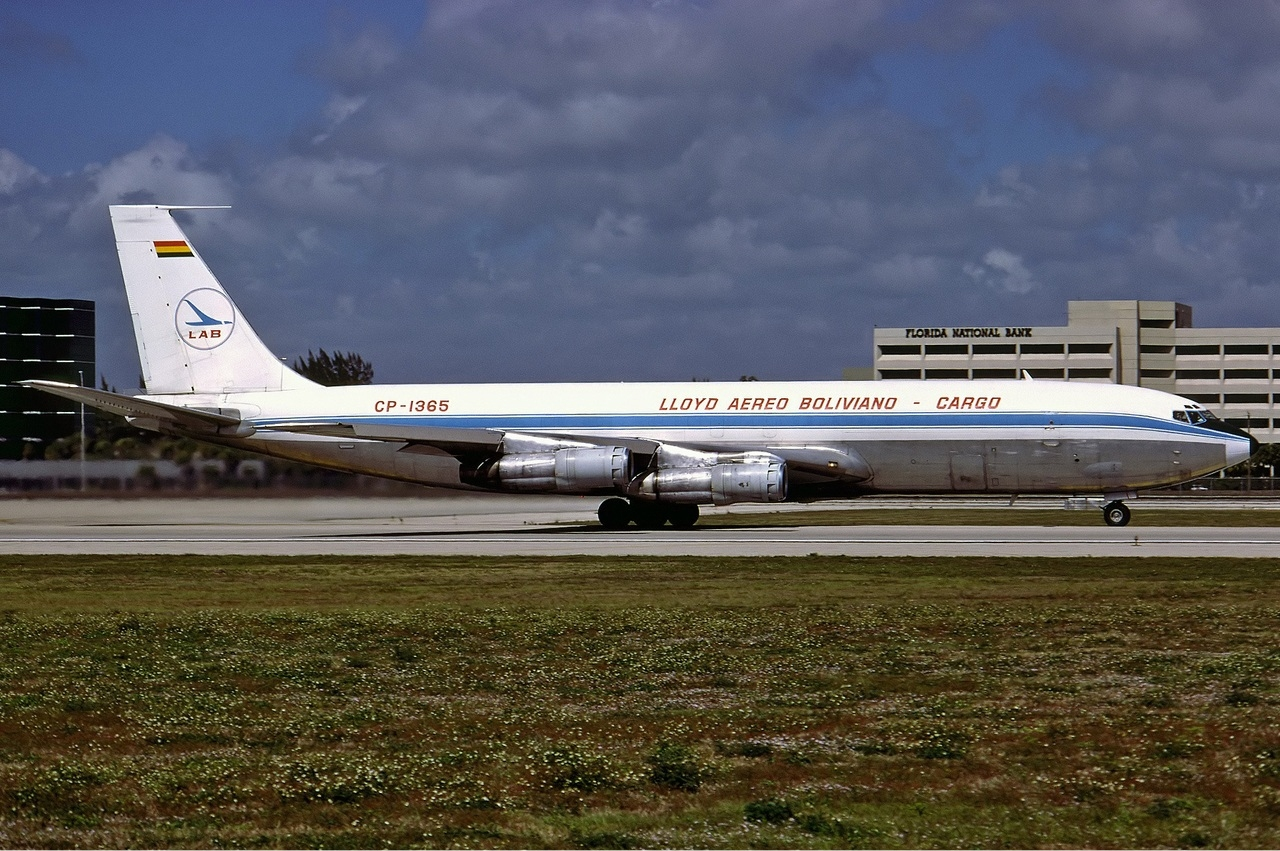
LAB 항공의 보잉 707-300C
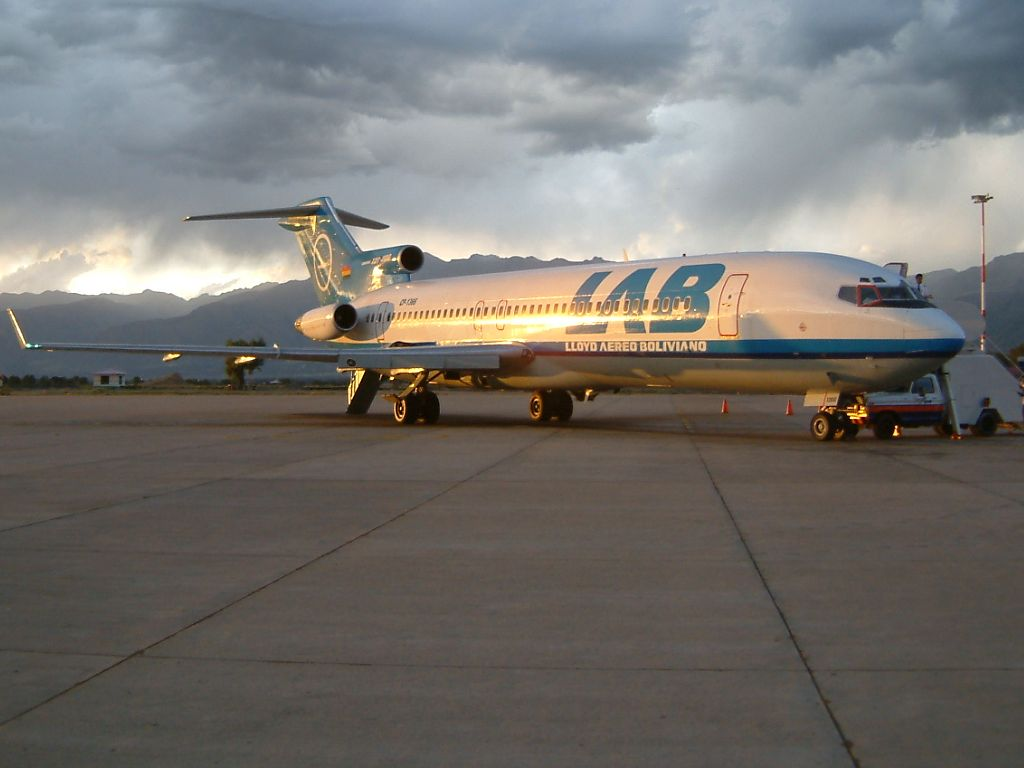
LAB 항공의 보잉 727-200
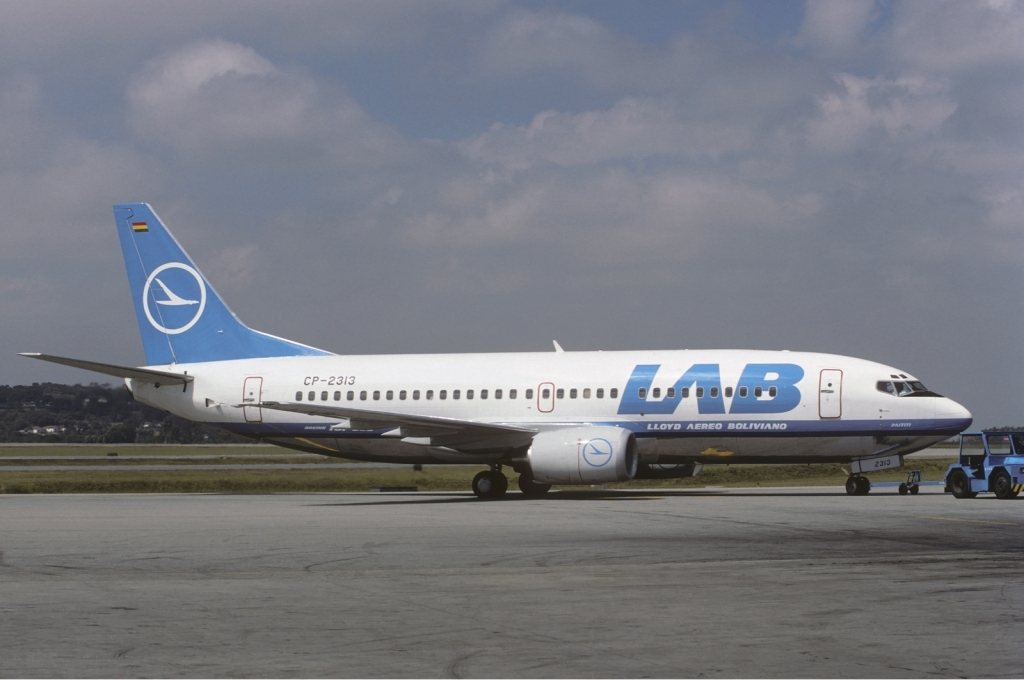
LAB 항공의 보잉 737-300
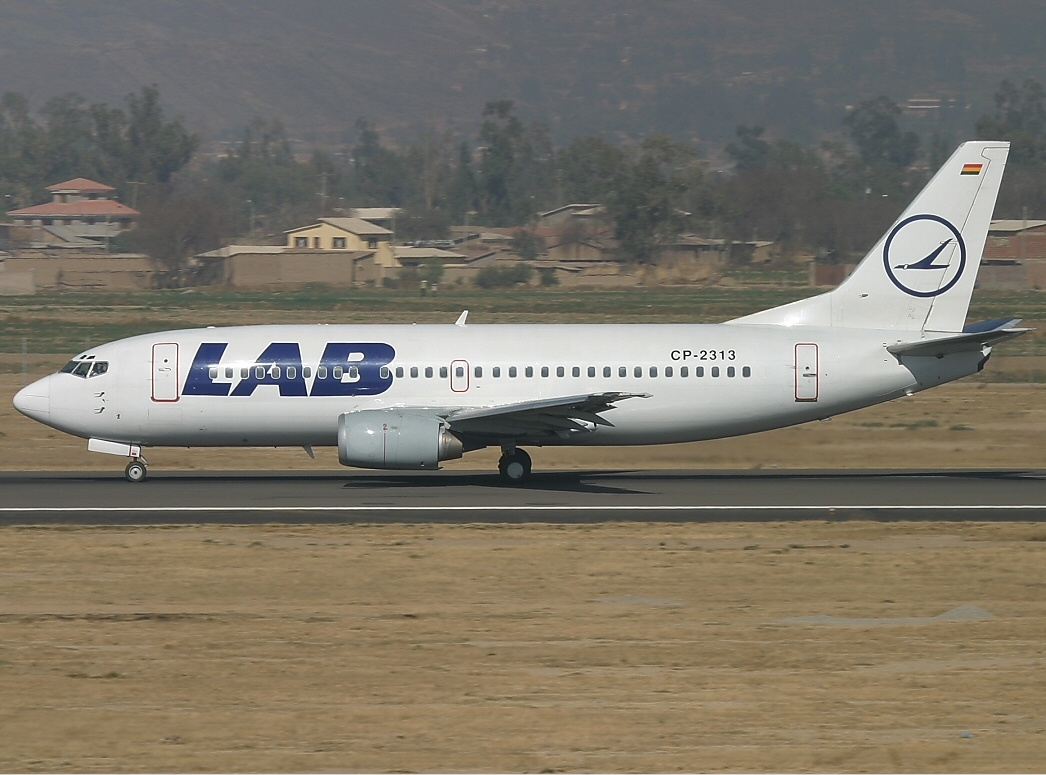
LAB 항공의 보잉 737-300